# Murgathaul
Murgathaul là một thị trấn thống kê (census town) của quận Barddhaman thuộc bang Tây Bengal, Ấn Độ.

## Nhân khẩu
Theo điều tra dân số năm 2001 của Ấn Độ, Murgathaul có dân số 7872 người. Phái nam chiếm 55% tổng số dân và phái nữ chiếm 45%. Murgathaul có tỷ lệ 53% biết đọc biết viết, thấp hơn tỷ lệ trung bình toàn quốc là 59,5%: tỷ lệ cho phái nam là 64%, và tỷ lệ cho phái nữ là 39%. Tại Murgathaul, 15% dân số nhỏ hơn 6 tuổi.